# Jan Surówka
Jan Edward Surówka, ps. „Dojan” (ur. 27 grudnia 1894 w Wielopolu Skrzyńskim, zm. 6 listopada 1982 w Walii) – pułkownik piechoty Wojska Polskiego, kawaler Orderu Virtuti Militari. Służył w I Brygadzie Legionów Polskich, walczył z bolszewikami na Syberii i w wojnie polsko-bolszewickiej. W czasie kampanii wrześniowej 1939 r. porzucił w trakcie walk dowodzoną przez siebie dywizję.

## Życiorys
Urodził się w rodzinie Józefa i Adeli z Kuetów. Ukończył seminarium nauczycielskie. Od 1911 był członkiem Związku Strzeleckiego we Lwowie, w 1912 szkole podchorążych, w 1913 w szkole oficerskiej niższej Związku Strzeleckiego. W 1914 został komendantem Związku Strzeleckiego w Samborze. Podczas I wojny światowej służył w stopniu podporucznika w I Brygadzie Legionów Polskich. Był oficerem 5 pułku piechoty. W czasie służby w Legionach awansował 28 kwietnia 1916 roku na podporucznika i 1 listopada 1916 roku na porucznika. Latem 1917 roku, po kryzysie przysięgowym, wcielony został do cesarskiej i królewskiej armii i walczył na froncie włoskim do lutego 1918. W 1919 trafił do 5 Dywizji Syberyjskiej. Wraz z innymi żołnierzami tej dywizji dostał się do niewoli bolszewickiej w Krasnojarsku, z której w lutym 1920 zbiegł. Uczestniczył w wojnie polsko-bolszewickiej, m.in. jako dowódca 201 pułku piechoty. Po wojnie zajmował szereg wyższych stanowisk wojskowych. W 1921 został mianowany dowódcą 15 pułku piechoty „Wilków”.
3 maja 1922 roku został zweryfikowany w stopniu majora ze starszeństwem z dniem 1 czerwca 1919 roku i 176. lokatą w korpusie oficerów piechoty, a jego oddziałem macierzystym był nadal 15 pułk piechoty „Wilków”. 10 lipca 1922 został zatwierdzony na stanowisku pełniącego obowiązki zastępcy dowódcy 45 pułku piechoty Strzelców Kresowych w Równem z równoczesnym przeniesieniem z 15 pułku piechoty. 31 marca 1924 roku został mianowany podpułkownikiem ze starszeństwem z dniem 1 lipca 1923 roku i 73. lokatą w korpusie oficerów piechoty. 21 sierpnia 1926 roku został wyznaczony na stanowisko dowódcy 21 pułku piechoty „Dzieci Warszawy” w Warszawie. 1 stycznia 1929 roku został mianowany pułkownikiem ze starszeństwem z dniem 1 stycznia 1929 roku i 13. lokatą w korpusie oficerów piechoty. W 1934 roku został dowódcą piechoty dywizyjnej 2 Dywizji Piechoty Legionów w Kielcach. 25 kwietnia 1938 roku został wyznaczony na stanowisko dowódcy 2 Dywizji Piechoty Legionów.
2 Dywizją Piechoty Legionów dowodził w czasie kampanii wrześniowej 1939 roku. 8 września 1939 w Zajrzewie po zapadnięciu zmroku dywersanci zaatakowali sztab dywizji, lecz zostali odparci. Po odparciu ataku dywersantów płk Dojan-Surówka zabrał ze sobą szefa sztabu ppłk. dypl. Mieczysław Pęczkowskiego, pomocnika kwatermistrza i dowódcę łączności mjr. dypl. Stefana Prokopa. Noc z 8 na 9 września spędził w pobliskim dworze Kuźmy, a następnie pojechał do Skierniewic, skąd przez Błonie udał się do Warszawy i dalej na wschód. W opinii autora monografii Armii „Łódź” z roku 1975 ten kompromitujący fakt należy uznać za dezercję dowódcy dywizji z pola walki. Opinię tę w roku 1991 podzielił Mieczysław Bielski pisząc, że fakt ten można zakwalifikować jedynie jako dezercję dowódcy dywizji.
W czasie kampanii przedostał się do Rumunii. Po wojnie pozostał na emigracji w Wielkiej Brytanii. Zmarł 6 listopada 1982. Został pochowany na cmentarzu w Lampeter.
Od 6 sierpnia 1919 był mężem Wandy Smieszko.

## Opinie
W kwietniu 1939 Stefan Rowecki, ówcześnie pułkownik dyplomowany i dowódca piechoty dywizyjnej 2 DP Leg. tak scharakteryzował swojego bezpośredniego przełożonego „Wydaje mi się, że mój dowódca, pułkownik Surówka, dopiero teraz jakby obudził się z letargu i zaczyna bardziej brać się do roboty. Osobiście ma on nieźle pod względem taktycznym posprzątane w głowie, jednak obserwuję u niego jakby pewne lenistwo myślenia, no i brak wszelkiego entuzjazmu do pracy osobistej. (...) przeszłość tylko liniowa, bojowa dobra. Ma charakter w decyzjach. Pokojowo wygodny i nic mu się nie chce robić. Lenistwo pracy, a nawet myślenia. Na wojnie powinien być dobrym dowódcą dywizji.”

## Ordery i odznaczenia
- Krzyż Srebrny Orderu Wojskowego Virtuti Militari nr 7079 – 17 maja 1922[19][20]
- Krzyż Niepodległości z Mieczami – 7 lipca 1931[21]
- Krzyż Oficerski Orderu Odrodzenia Polski – 10 listopada 1928[22]
- Krzyż Walecznych czterokrotnie, po raz pierwszy w 1921[23]
- Złoty Krzyż Zasługi – 16 marca 1928[24][25]
- Srebrny Krzyż Zasługi
- Krzyż Zasługi Wojsk Litwy Środkowej
- Medal Pamiątkowy za Wojnę 1918–1921
- Medal Dziesięciolecia Odzyskanej Niepodległości